# Hope-diamanten

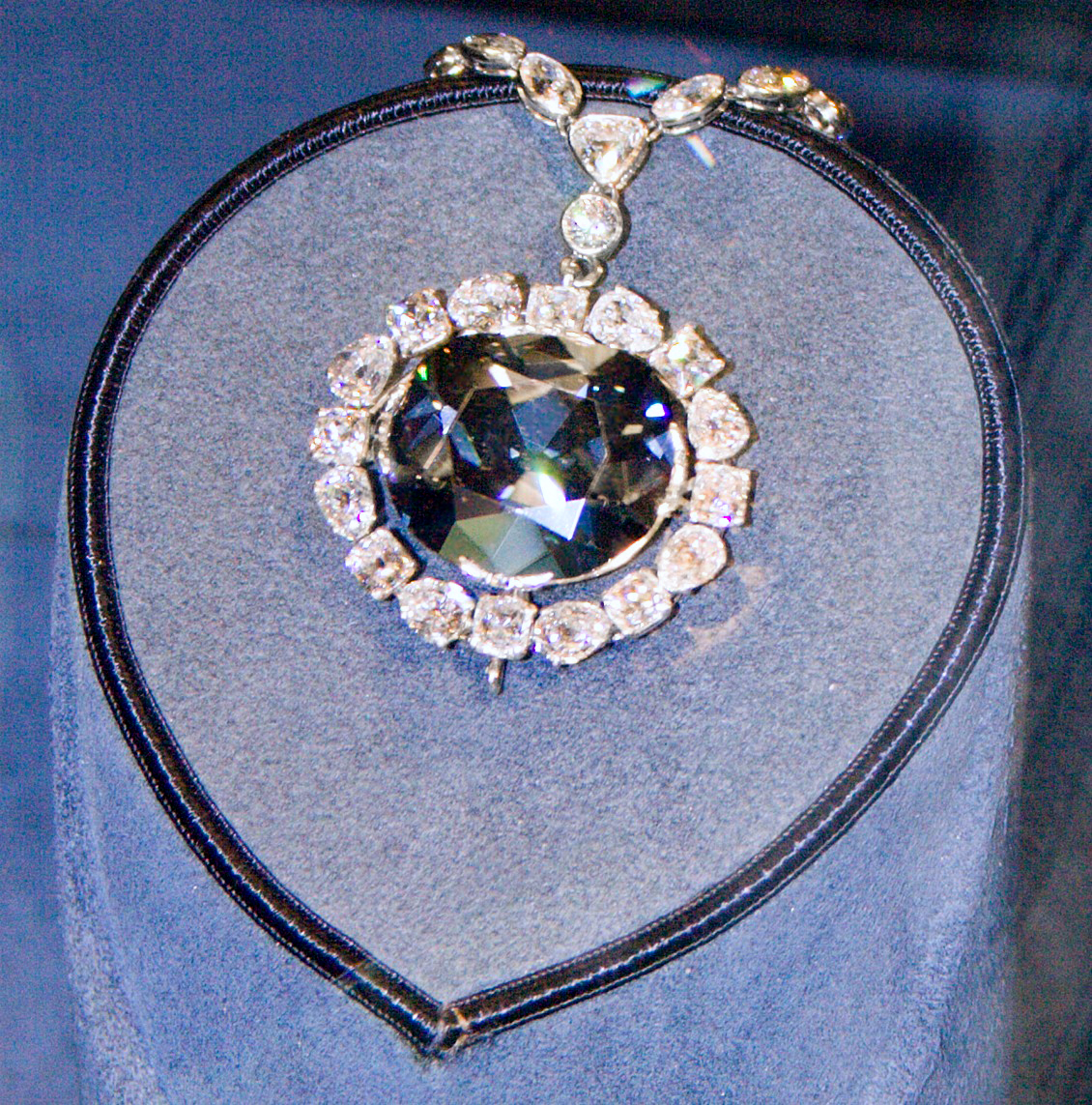
Hope-diamanten.

Hope är en diamant från Indien och en av de största kända blå diamanterna i världen. Den är uppkallad efter Londonbankiren Thomas Hope som köpte den 1830. Den väger 45,5 carat och visas i Smithsonian Institution i Washington D.C.

## Historik
Diamanten förvärvades på 1660-talet av den franske köpmannen Jean Baptiste Tavernier i Golkonda i Indien. Han sålde den vidare till Ludvig XIV, som lät slipa den och fick då vikten 67,5 carat. Han bar den vid festliga tillfällen och den kallades Bleu de France och även Bleu de Tavernier. På 1700-talet gav Ludvig XVI den blå diamanten till sin gemål Marie-Antoinette. När paret fängslats 1792 blev den stulen ur den kungliga skattkammaren.
En blå diamant dök upp på diamantmarknaden i London 1830 och var troligen den försvunna diamanten som gjorts om. Den köptes av bankiren Henry Thomas Hope och uppkallades efter honom. Den visades vid Londonutställningen 1851 och uppgavs väga 44,50 carat.
Efter många turer köptes Hopediamanten av den kände New York-juveleraren Harry Winston. 1958 donerade Winston den till Smithsonian Institution i Washington, där den placerats på en roterande piedestal i en cylinder av tre tum tjockt skottsäkert glas. Vid en kontrollvägning 1975 visade det sig att diamanten vägde 45,52 carat.